# Мельников, Николай Петрович (депутат)
Мельников Николай Петрович — украинский политик. Родился 22 мая 1945 года.
Член партии «Возрождение»; бывший народный депутат Украины.

## Биография
Родился 22.05.1945 в городе Луганск.
Образование: Ворошиловградский машиностроительный институт (1979), инженер-механик.
В марте 2006 — кандидат в народные депутаты Украины от Партии «Возрождение», N 40 в списке.
Народный депутат Украины 4 созыва (04.2002-04.2006), изб. окр. N 105, Луганская область, выдвинут СДПУ(о). За 17,38 %, 21 кандидат. На время выборов: председатель правления холдинговой компании «Лугансктепловоз», член СДПУ(о). Член фракции «Единая Украина» (05.-07.2002), член группы «Народный выбор» (07.2002-05.2004), член группы «Союз» (05.2004-05.2005), член фракции Блока Юлии Тимошенко (05.-07.2005), член фракции НП (07.-11.2005), член группы «Доверие народа» (11.-12.2005), член фракции политической партии «Возрождение» (с декабря 2005). Член Комитета по вопросам строительства, транспорта, жилищно-коммунального хозяйства и связи (с июня 2002).
Доверенное лицо кандидата на пост Президента Украины В.Януковича в ТИО № 106 (2004—2005).
Лауреат Государственной премии Украины в области науки и техники (2004).